# Parodontophora pacifica chiliensis
Parodontophora pacifica chiliensis is een rondwormensoort uit de familie van de Axonolaimidae. De wetenschappelijke naam van de soort is voor het eerst geldig gepubliceerd in 1966 door Murphy.